# 矮暴龍屬
矮暴龍屬（意為「小型暴君」）又稱小暴龍或侏儒暴龍，是種暴龍科恐龍，可能是暴龍的未成年體。矮暴龍的化石為一個小型頭顱骨（編號CMN 7541），是在1942年由查爾斯·懷特尼·吉爾摩爾（Charles W. Gilmore）發現，並在1946年被敘述、命名為蘭斯蛇髮女怪龍（Gorgosaurus lancensis）；蛇髮女怪龍現在可能為艾伯塔龍的一種。在1988年，該標本由羅伯特·巴克（Robert T. Bakker）與他的同事重新敘述。初步的研究顯示這個頭顱骨已經癒合，顯示該標本來自於一個成年個體。巴克與他的同事將這頭顱骨歸類於一個新屬，屬名為矮暴龍，指的是頭顱骨的小尺寸。然而，後來的研究發現一些爭議，有些古生物學家不再認為矮暴龍是個有效屬；因為這些化石與暴龍處於相同時代，許多科學家認為該化石來自於一個未成年的暴龍個體，尤其是2001年發現了一個名為「珍」的矮暴龍標本之後。矮暴龍最初的標本被估計身長約5.2公尺。
在2001年，發現了一個更完整的未成年暴龍類化石，這個名為「珍」的標本，與矮暴龍的最初標本屬於同一種動物。在2005年，一個關於矮暴龍有效性的會議談論到位於伯比自然歷史博物館的「珍」標本。數個古生物學家，包含菲力·柯爾（Phil Currie）與Donald M. Henderson認為這個標本的發現，確認矮暴龍是未成年的暴龍個體，或是暴龍的相關種。另一方面，彼得·賴森（Peter Larson）繼續支持矮暴龍為一個獨立的屬。「珍」標本的正確科學研究，正由巴克、賴森、以及柯爾等人準備公佈中，這研究將有助於決定矮暴龍是個有效屬，還是未成年的暴龍，或者是暴龍類中某個已承認屬的新種。
巴克宣稱他相信矮暴龍以小群體方式獵食。在草食性恐龍的骨頭上曾發現來自於多隻矮暴龍的牙齒。

## 外部連結
- Nanotyrannus at DinoRuss' Lair （页面存档备份，存于）